# Microsoft Teams
Microsoft Teams es una plataforma unificada de comunicación y colaboración que combina chat persistente en el lugar de trabajo, reuniones de video, almacenamiento de archivos (incluida la colaboración en archivos) e integración de aplicaciones. El servicio se integra con el paquete de productividad de Office por suscripción y presenta extensiones que pueden integrarse con productos que no son de Microsoft. Microsoft Teams es un competidor de servicios como Slack.
Es la continuidad  de Microsoft Skype  que fue dado de baja como servicio.
Microsoft Teams ayuda a formar equipos de trabajo y colaborar en la misma plataforma, permitiendo la edición simultánea de archivos, la interacción con “me gusta” y menciones, la creación de notas, el envío de respuestas y la vinculación de páginas web. La experiencia en la plataforma es personalizable gracias a la integración de aplicaciones.
Microsoft Teams aprovecha Azure Active Directory (Azure AD) de Microsoft Azure. Está disponible para dispositivos iOS y Android y en versiones para navegador web o en forma de aplicación descargable.
La herramienta de chat de Teams es proporcionada por un servicio que interactúa con el sustrato de Office 365, presentando muchas de sus capacidades integradas. La experiencia de llamadas y videoreuniones que incorpora Teams se basa en la infraestructura del protocolo MNP24 que también usa Skype, aunque el protocolo MS-SIP utilizado por Skype Empresarial ya no se utiliza para conectar clientes de Teams.
Las versiones más recientes no permiten abrir enlaces en navegadores de otros fabricantes.

## Historia
Microsoft anunció Teams en un evento en Nueva York y lanzó el servicio mundialmente el 14 de marzo de 2017. Teams fue creado durante un hackathon interno en la compañía, y actualmente está dirigido por Brian MacDonald, Vicepresidente corporativo de Microsoft.
El 12 de julio de 2018, Microsoft anunció una versión gratuita de Microsoft Teams, ofreciendo la mayoría de las opciones de comunicación de la plataforma sin costo alguno, pero limitando el número de usuarios y la capacidad de almacenamiento de archivos del equipo.
Microsoft Teams utiliza Project Cortex desde 2019, un sistema de inteligencia artificial para crear una red de conocimiento. Esta red conecta y organiza automáticamente el contenido en temas y genera tarjetas de tópicos, páginas estilo wiki y otras nuevas experiencias que se integran en Microsoft 365, haciendo más fácil encontrar información y consiguiendo un arranque más rápido de las aplicaciones utilizadas.
En enero de 2019, Microsoft publicó una actualización dirigida a los "Trabajadores de primera línea" con el fin de mejorar la interoperabilidad de Microsoft Teams entre diferentes computadoras para los trabajadores de la venta al por menor.
El 19 de noviembre de 2019, Microsoft anunció que Microsoft Teams alcanzó los 20 millones de usuarios activos, lo que supone un aumento con respecto a los 13 millones de julio. Anunciaron una función "Walkie Talkie" a principios de 2020 que utiliza el "push-to-talkie" en teléfonos inteligentes y tabletas a través de Wi-Fi o datos celulares. La característica fue diseñada para los empleados que hablan con los clientes o realizan operaciones diarias.
El 19 de marzo de 2020, Microsoft anunció que Microsoft Teams había alcanzado los 44 millones de usuarios diarios, en parte debido a la pandemia de COVID-19 del 2020. Aparte es usado en la modalidad semi-presencial en muchas instituciones.
En julio de 2020, Teams anunció una nueva función llamada Together Mode, con un diseño que parece un auditorio universitario en el que se puede ver dónde están todos sentados virtualmente en la sala. De esta manera, en lugar de aparecer en un listado o cuadrícula que puede variar de lugar en cada pantalla, los usuarios asistentes en el Together Mode permanecen siempre en el mismo lugar, siendo más fáciles de buscar. Esto ayuda a saber cuándo una persona está mirando y es más fácil captar las señales del lenguaje corporal, creando un ambiente de reunión más inclusivo.
El Together Mode ayuda a reducir la fatiga visual propia del trabajo en línea al hacer que el cerebro humano haga menos esfuerzo cuando participa en una reunión en comparación con la vista de cuadrícula de las vídeo-reuniones tradicionales.
En la conferencia virtual de Ignite en septiembre de 2020, Teams anunció nuevas escenas del Together Mode (auditorios, salas de conferencias y cafetería) disponibles desde finales de ese mismo año y una función que permite seleccionar una escena de la galería como predeterminada para todos los asistentes a una misma reunión. También presentaron el uso del aprendizaje automático para escalar y centrar automáticamente a los participantes de la reunión en sus asientos virtuales, independientemente de la cercanía a la cámara, creando una experiencia visual más realista. También lanzaron Dynamic View, en la que se incluyeron nuevas formas para que los participantes de la reunión controlen lo que ven.
En esta misma conferencia también anunciaron los Breakout Rooms, salas para grupos pequeños que facilitan las sesiones de lluvia de ideas o las discusiones de los grupos de trabajo. Con este añadido, los moderadores pueden saltar de una sala a otra, hacer anuncios en todas las salas y cerrar las salas para que todos vuelvan a la reunión principal.
También han habilitado formas adicionales de interactuar con los dispositivos de la habitación sin necesidad de tocarlos, como la aplicación Room Remote y la asistencia por voz con Microsoft Cortana y se han incluido experiencias de bienestar, meditación y mindfulness a través de la asociación con Headspace, como manera de luchar contra el síndrome de desgaste profesional, propio del teletrabajo.
Desde octubre de 2020 se han utilizado nuevas extensiones de reunión de Teams para integrar aplicaciones y habilitar experiencias de reunión personalizadas. Los organizadores de reuniones pueden acceder a las aplicaciones desde Microsoft AppSource o desde la tienda de Teams y agregarlas a medida que programan la reunión.

## Características
Las características más importantes de Microsoft Teams son las siguientes:
- Equipos: la organización en Equipos permite realizar conversaciones y compartir documentos con un determinado grupo de personas. Los Equipos en Microsoft Teams son grupos que funcionan de forma similar a como lo hacen en WhatsApp y se puede pertenecer a más de uno a la vez.[18]

- Canales: son secciones específicas dentro de un equipo para realizar conversaciones organizadas de un tema o proyecto en concreto. Los canales pueden estar abiertos a todos los miembros del equipo de una manera pública, o pueden ser privados, con un acceso limitado a un pequeño grupo de personas.[19]

- Llamadas: permite hacer llamadas o videoconferencias con personas de la misma institución, mantener conversaciones privadas con una persona en particular y reuniones con hasta 100 personas a la vez.[20] Las reuniones pueden ser grabadas para que los usuarios que no hayan podido asistir puedan visualizarlas posteriormente. Además, permite invitar a reuniones mediante otras aplicaciones como Microsoft Outlook o mediante un enlace directo.[21] También se puede compartir con los asistentes el escritorio completo, ventanas web específicas, presentaciones o una pizarra digital.[20]

- Calendario: con un funcionamiento similar a otros calendarios como el Google Calendar. Con esta función se pueden ver y programar reuniones, así como tener la agenda organizada por días, semanas o meses.[22]

- Archivos: se pueden compartir archivos para que el resto de personas del equipo o canal puedan ver o descargar los archivos utilizados dentro de la institución.[22]

- Almacenamiento en la nube: cada equipo de trabajo puede almacenar sus documentos en la nube mediante Microsoft SharePoint.[22]

- Acceso de invitados y acceso externo: para la comunicación y colaboración con personas fuera de la institución. Ofrece dos tipos de acceso, el externo, que permite la búsqueda, contacto y comunicación con usuarios de otras organizaciones, y el de invitado, que permite dar acceso a personas que no son de la misma institución para unirse a un equipo.[23]

## Microsoft Teams en educación
Microsoft Teams es una herramienta que puede usarse en el ámbito educativo para las diferentes modalidades de enseñanza, es decir, tanto en educación presencial, como en educación semipresencial o en educación en línea.  Permite organizar reuniones y colaborar desde cualquier lugar y en cualquier momento, favoreciendo la flexibilidad y la organización de cada estudiante. También permite trabajar los materiales de forma sincrónica y/o asincrónica, facilitando que, aunque se haya asistido a la clase presencial o a la clase virtual, los estudiantes igualmente puedan visualizar los contenidos.

### Ventajas
El uso de plataformas virtuales didácticas favorece flexibilidad horaria, disposición de mayor diversidad y variedad de materiales didácticos y recursos, así como la colaboración y el intercambio de experiencias en el desarrollo de la competencia digital.
Microsoft Teams favorece la formación de grupos de trabajo que pueden convertirse en cursos y por esa razón es muy utilizada en el ámbito educativo:
1. Permite interacciones diferentes a las que ofrecen otros sistemas de gestión de aprendizaje en línea o LMS.
2. Ofrece un espacio privado solo para la clase.
3. Permite la interacción entre alumnos, así como la posibilidad a los profesores de chatear de forma individual o grupal con ellos.
4. Permite crear eventos, publicar y compartir información y archivos.
5. Favorece la atención a la diversidad: a través de la grabación y publicación de vídeos se puede atender mejor a las distintas necesidades, ritmos de aprendizaje y circunstancias personales de los estudiantes.
6. Permite la comunicación desde cualquier lugar ante la imposibilidad de asistir presencialmente por causas meteorológicas, sanitarias, deportivas u otras.
7. Los profesores pueden comprobar la visualización de contenidos para cerciorarse del seguimiento de la actividad que hacen los alumnos. También pueden incluir preguntas dentro de los vídeos para favorecer que se responsabilicen e interactúen.
8. Permite establecer un aprendizaje sincrónico y asincrónico, preestableciendo horarios o con grabaciones de las clases.[27]

### Teams para mejorar la colaboración
Es una plataforma eficaz para la realización de tareas clave: intercambiar mensajes, compartir archivos o crear contenidos de forma colaborativa. La investigación ha mostrado también que los estudiantes la encuentran fácil de usar, efectiva, y más útil que otras herramientas alternativas empleadas para el mismo fin.
Aunque hay pocas investigaciones y existen discrepancias sobre la idoneidad de las herramientas de colaboración existentes, los estudios coinciden en que estas no pueden respaldar de forma adecuada las actividades colaborativas enriquecidas. Microsoft SharePoint fue señalada como la más capaz, y en la actualidad Microsoft Teams amplía su funcionalidad añadiendo el chat grupal y la simplificación de la interfaz de usuario.

### Teams en la evaluación
Varias de las funcionalidades de Teams se usan en el proceso de evaluación. En el espacio Tareas, se pueden establecer, revisar y calificar las actividades diarias o de clase. Por otro lado, en la pestaña "Datos" se puede acceder a la información sobre la participación de los alumnos, observando así su grado de implicación, aunque también haya que revisar y analizar la calidad de las intervenciones.
En las actualizaciones de 2020, se produjeron cambios en las opciones para la evaluación educativa.
Por un lado, Teams permite enviar cuestionarios de Microsoft Office Forms Server (ya existentes o de nueva creación) a los estudiantes.
Por otro, se pueden calificar dichos cuestionarios o tareas, así como hacer un seguimiento del progreso de cada alumno. A cada estudiante le aparece un espacio donde figura la tarea/cuestionario a realizar y donde se indican los distintos estados por los que va pasando: en blanco (no se ha realizado acción alguna), visto (el alumno ha visto la tarea a realizar), entregado (el trabajo ha sido enviado) o evaluado (aparecerá la calificación escolar o en su defecto devuelto si no ha sido puntuado). Al pulsar en la pestaña Calificaciones, el profesor obtiene, de forma inmediata, información general e individual sobre el grupo y puede exportar todas las calificaciones a un archivo Excel.
Microsoft Teams permite la creación, almacenaje y aplicación de rúbricas. Esto favorece que los alumnos mejoren sus trabajos y facilita la tarea de evaluación a los profesores.
También facilita la autoevaluación a través de formularios o cuestionarios.
Finalmente, destaca la realización de exámenes de forma remota a través de Proctorio y Microsoft Edge. Proctorio permite realizar grabaciones (de la cámara, audio y pantalla) del estudiante y verificar su identidad.

### Teams durante la pandemia del Covid-19
La crisis sanitaria de la pandemia por enfermedad por coronavirus COVID-19 afectó gravemente a todo tipo de instituciones educativas, desde centros de educación infantil hasta de educación superior, afectando a un total de 171,341,667 estudiantes, según los datos disponibles del mes de marzo de 2021. Para frenar el ascenso de la curva de contagios, se decretaron medidas de confinamiento a nivel global, con el correspondiente cierre de los centros educativos.

Cierre de centros educativos durante la pandemia de COVID-19.

El modelo de educación en línea se transformó en la única opción posible para docentes y estudiantes y se promovió globalmente una respuesta educativa para la adaptación a la docencia en línea para garantizar la formación continua, con asistencia técnica, y dotación de recursos por parte de gobiernos y centros educativos. También se impulsó la introducción y uso de plataformas virtuales para realizar actividades, compartir contenidos y ofrecer retroalimentación y favorecer la continuidad de las programaciones didácticas.
Para permitir que los alumnos pudieran asistir a las sesiones educativas de forma remota, sin dejar de mantener el distanciamiento social, muchos centros formativos eligieron Microsoft Teams como su principal herramienta. Además de su facilidad de uso, se tuvo en cuenta la gratuidad para instituciones educativas de todo el mundo, a través de Office 365, creando una alternativa de un entorno virtual de aprendizaje.
Algunos Ministerios de Educación, como por ejemplo el de Ecuador, tomaron la decisión de optar por Microsoft Teams por su acceso web y móvil como única herramienta educativa para que los alumnos recibieran sus clases, accedieran a la biblioteca y recursos, trabajaran de forma colaborativa, consultaran al docente mediante chat grupal o individual así como se les asignaran tareas. Sin embargo, se avisa del peligro que tiene tanto la falta de interacción digital del alumnado, así como la falta de formación del profesorado.

### Grado de satisfacción de alumnos con el uso de Teams
La concepción de la enseñanza en línea como única herramienta educativa creó la necesidad de asegurar un nivel de usabilidad percibida (uno de los componentes fundamentales de la experiencia de usuario) desde la perspectiva de los alumnos. Esto influye en que un nivel alto de la experiencia de usuario asegura el éxito de una plataforma de educación en línea.
Un estudio llevado a cabo por la Universidad de Tecnología King Mongkut’s en Tailandia en el que se evaluaba la experiencia de los usuarios durante la pandemia sanitaria por COVID-19, llegó a la conclusión de que este programa ofrece un nivel alto de usabilidad percibida, tanto en dispositivos móviles como ordenadores portátiles.